# Chal

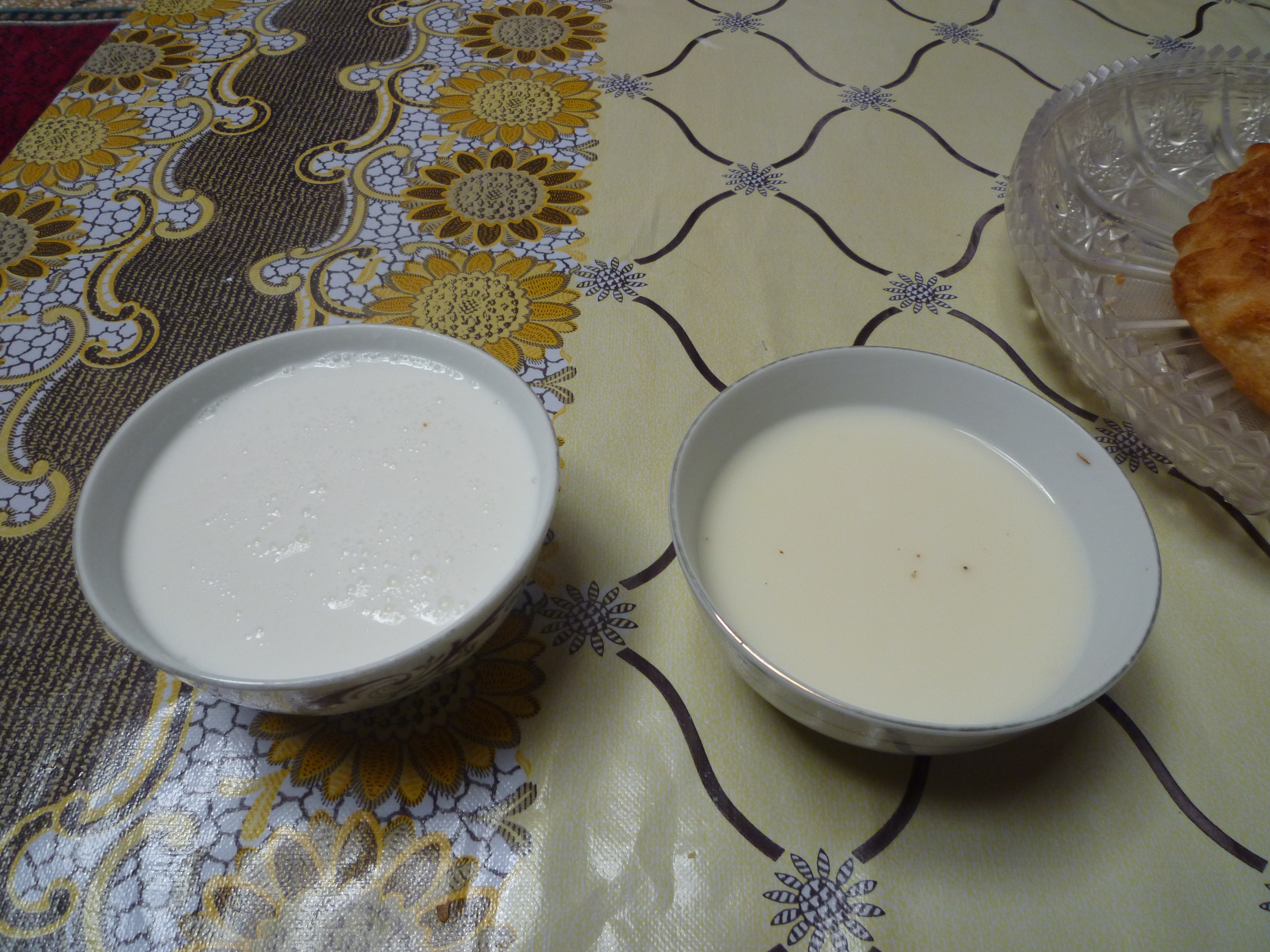
À gauche un bol de chal, et à droite un bol de koumis.

Le chal ou shubat (en Turkmène : çal ; Kazakh : шұбат, қымыран) est une boisson fabriquée à partir de lait de chamelle fermenté
C'est une boisson traditionnelle chez les Kazakhs, où elle se consomme plutôt en été. Les Turkmènes possèdent une boisson similaire.
Comparé au koumis, une boisson similaire, le chal est plus gras (jusqu'à 8 %). 
En raison des normes d'hygiène alimentaire, c'est un produit peu exporté.